# 太田市庁舎
太田市庁舎（おおたしちょうしゃ）は、群馬県太田市にある太田市役所の庁舎（本庁舎）である。

## 概要
総事業費は、158億4千万円。設計に当たって、公募による市民90人による「新庁舎建設まちづくり委員会」が設置され、市民サービスや窓口などに関する議論、宇都宮市や所沢市の視察が行われた。
当初は総工費232億円、21階建てで、1994年11月から工事が開始された。翌1995年、元群馬県議の清水聖義はこの市役所新庁舎建設を豪華すぎると批判し、太田市長選挙に立候補した。新庁舎建設は選挙の争点となり、選挙の結果、清水は現職を破って当選した。市長に就任した清水は6月16日に施工中の基礎工事を全て停止させる措置を取った。これに対し、地元の建設業者は反発、清水が自ら各建設会社に出向いて説得を行った。新庁舎建設の計画は変更され、階数は21階から12階となった。1996年春に既に施工されていた基礎工事部分を利用した新庁舎建設が決定。10ヶ月以上にわたり中断していた工事は1996年3月22日に再開され、1998年3月25日に太田市役所新庁舎が竣工した。建設費は158億円に圧縮され、当初より64億円が削減された。

## 構造
「人と環境に優しい庁舎」という基本理念のもと、設計されており、バリアフリー化や紙類リサイクル、ノンフロン化した空調の使用、自動点灯式の照明の整備などがされている。
高層棟と低層棟の2つの棟があり、低層棟は西側、東側、南側に分けることができる。

### 太陽光発電システ厶
本庁舎内に太陽光発電設備があり、庁舎内の照明などの電源となっている。年間で30000kWhを発電することが想定されている。